# 喬治·德巴黎
喬治·德巴黎（英語：Georges de Paris，1934年—2015年9月13日），生於法國馬賽，法裔美国人，裁縫師。他是美國總統非官方的私人裁縫，從林登·詹森總統開始，一直到歐巴馬總統，都是他的顧客，常被人稱為總統裁縫師。

## 生平
生於法國馬賽。在1950年代，來到美國。到美國之初，曾與一名美國女子同居，但因德巴黎不願結婚，兩人爭吵之後分手。德巴黎少數的積蓄被女友取走，他被趕出住處，短暫流落街頭，在停車場露宿行乞。直到一名加拿大人雇用他為裁縫，他的生活才開始改變。
在受雇一段時間後，德巴黎開了自己的裁縫店。在1969年，德巴黎取得美國公民資格。
經由其顧客，路易斯安那州聯邦眾議員奧圖·派斯曼（Otto Passman）的介紹，德巴黎首次進入白宮，為當時任副總統的林登·詹森製作西服。在約翰·甘廼迪總統遇刺後，詹森繼任美國總統，仍然持續請德巴黎製作服裝。此後，德巴黎經常進出白宮，為美國總統製作服裝。
2013年，德巴黎被診斷出腦瘤。2015年，病逝於美國維吉尼亞州阿靈頓縣，享壽81歲。